# 藪內優
藪內優（1969年12月1日—）、日本女性漫畫家。兵庫縣西宮市出身。目前住北海道札幌。専攻少女漫画。出道時的名義是。代表作是《水色時代》、《少女少年》、《少女的秘密心事》等。現時是育有一子一女的母親。

## 概要
於1983年，13歲時憑「抱歉我是大胸脯！」於漫畫雜誌「CIAO-9月號增刊」初出道。徐後於1990年代成為「CIAO」的常任漫畫家。由2007年12月至現時，仍活躍於漫畫雜誌「小學五年生」、「CHUCHU」當中。
藪內優善於描繪青春期男孩子和女孩子，與社會環境變化之間的身心成長，從而得到各階層，尤以一班十多歲少女和二十來歲青年為為主的忠實支持者。亦因此佳績常於小學館的學習雜誌中，為性教育話題的漫畫執筆與繪插畫。除此以外，藪內優一系列以幻想、科幻、搞笑為題村的作品亦有不少是話題之作。
藪內優的畫風並不規限於基本的少女漫畫，而是包含了少年漫畫中帶點性感描繪的罕有風格，因此她的作品亦被視作「萌系漫畫」並且吸引不少的男性讀者。
其封面繪圖自「新水色時代」開始便以電腦繪製。但開始時便帶著「不使人感覺像以電腦繪圖，而是有如手繪畫圖的電腦繪圖」的念頭來創作。
喜歡的東西是鐵路跟鳥（特別是文鳥），對這方面的事情她也會著力地繪寫。也會在人名與劇情當中加入這一類元素。
在兼顧母親和雜誌連載的繁忙工作下，自2007年至現在仍然緣慳於同人誌活動。但其過往的同人作品亦有幾部收錄於單行本中。

## 作品
- 《水色時代》系列

1. 水色時代、全7冊、原名《水色時代》
2. 新水色時代、全3冊

- 從天而降的戀人、全1冊、原名《ひとひらの恋が降る（日语：ひとひらの恋が降る）》
- 茶道美眉、全2冊
- 戀兄思春期、或名我為兄狂、全2冊、原名《アニコン（日语：アニコン）》
- 《少女少年》系列

1. 少女少年、7冊待續、原名《少女少年》
2. 少女少年－ GO！GO！草莓、全1冊、原名《〜少女少年〜 GO!GO!ICHIGO》

- 青澀時代、全2冊、原名《みどりのつばさ》
- KAREN異能少女、全5冊、原名《KAREN》
- 少女的祕密心事、8冊、原名《ないしょのつぼみ》
- 少女的祕密心事-情竇初開-、全1冊
- 吹奏戀愛的季節、全1冊
- 夏娃初體驗、全1冊
- 愛的魔力、全1冊
- 冬之戀物語、全3冊。原名《ひとひらの恋が降る（日语：ひとひらの恋が降る）》
- 初戀指南、全4冊。原名《初恋指南（日语：初恋指南）》
- 魔法戀學苑，全4冊。原名《まほちゅー!》
- Dolly Kanon ～ 變裝輪唱曲 ～
- 我才不想當女生！，目前13話，還在連載當中

## 外部連結
- （日語）http://www.dab.hi-ho.ne.jp/yabuuchi/ （页面存档备份，存于）
- （日語）http://www2s.biglobe.ne.jp/~aok/ （页面存档备份，存于）